# بودجج
بودجج (مالتی: Buttiġieġ) یک نام خانوادگی مالتی است. این واژه ریشه در زبان عربی سیسیلی دارد و کوتاه‌شدۀ عبارت ابو الدجاج به معنای پدر مرغ‌ها یا صاحب مرغ‌ها است.
- آنتون بودجج شاعر و رئیس جمهور اهل مالتا
- چیسن بودجج نویسندۀ آمریکایی
- پیت بودجج سیاست‌مدار آمریکایی